# Alphonse-Amédée Cordonnier
Alphonse-Amédée Cordonnier, nacido en La Madeleine en 1848 y fallecido en París en 1930, fue un escultor francés.

## Datos biográficos
Tras sus estudios en las Escuelas académicas de Lille, Alphonse-Amédée Cordonnier obtiene una beca como pensionado de la fundación Wicar en Roma en 1873. Permaneció allí hasta 1877, año durante el cual ganó el Premio de Roma. De su estancia en Roma se conserva una acuarela de los jardines de Villa Borghese (Ver imagen (enlace roto disponible en Internet Archive; véase el historial, la primera versión y la última).).
Consagrado en el realista del siglo XIX, Cordonnieres es el autor de muchas esculturas sociales, como los miserables, los pobres, o  fermentación, conservadas en el Palacio de Bellas Artes de Lille (del francés: Palais des beaux-arts de Lille). En la misma ciudad es el autor de las esculturas que decoran la fachada del Teatro de la Ópera.
Participó asiduamente en el Salón de los artistas de París, en 1883, con el mármol de la primavera, en 1884 con otro mármol titulado Abel allant au sacrifice (N.º 3399),
En el Salón de París de 1899, dentro de la línea de escultura social , presentó la escultura titulada "L'inoculation", que representa a una madre con su hijo
En la decoración escultórica del Ayuntamiento de Roubaix (Nord), colaboró con el arquitecto Victor Laloux, que es el autor de la Estación de Orsay.

## Obras
Entre las mejores y más conocidas obras de Alphonse-Amédée Cordonnier se incluyen las siguientes:
- La lyre et la tête d'Orphée trouvées par des pêcheurs de 1877, bajorrelieve en yeso, con el que ganó el Premio de Roma, conservada en la École nationale supérieure des beaux-arts[5] (Imagen)
- La primavera[6] de 1883. Conservada en el ayuntamiento de Château-Thierry. Obra presentada en el salón de 1883 , (N.º 3494) [7]
- decoración escultórica del ayuntamiento de Tours (Img.), realizadas con Jean-Baptiste Hugues , Estatuas del frontón oeste, La educación y la Vigilancia y otras figuras alegóricas de la fachada  de 1900
- sur le Pavé, en la Square des Voisins, de Louveciennes se instaló un grupo escultórico de piedra, obra de 1903 de Cordonnier. La obra fue instalada allí en 1935.[8] Actualmente en el museo de Orsay[9]
- Proyecto para el monumento a los muertos de Nancy (ver  (enlace roto disponible en Internet Archive; véase el historial, la primera versión y la última). y  (enlace roto disponible en Internet Archive; véase el historial, la primera versión y la última).)

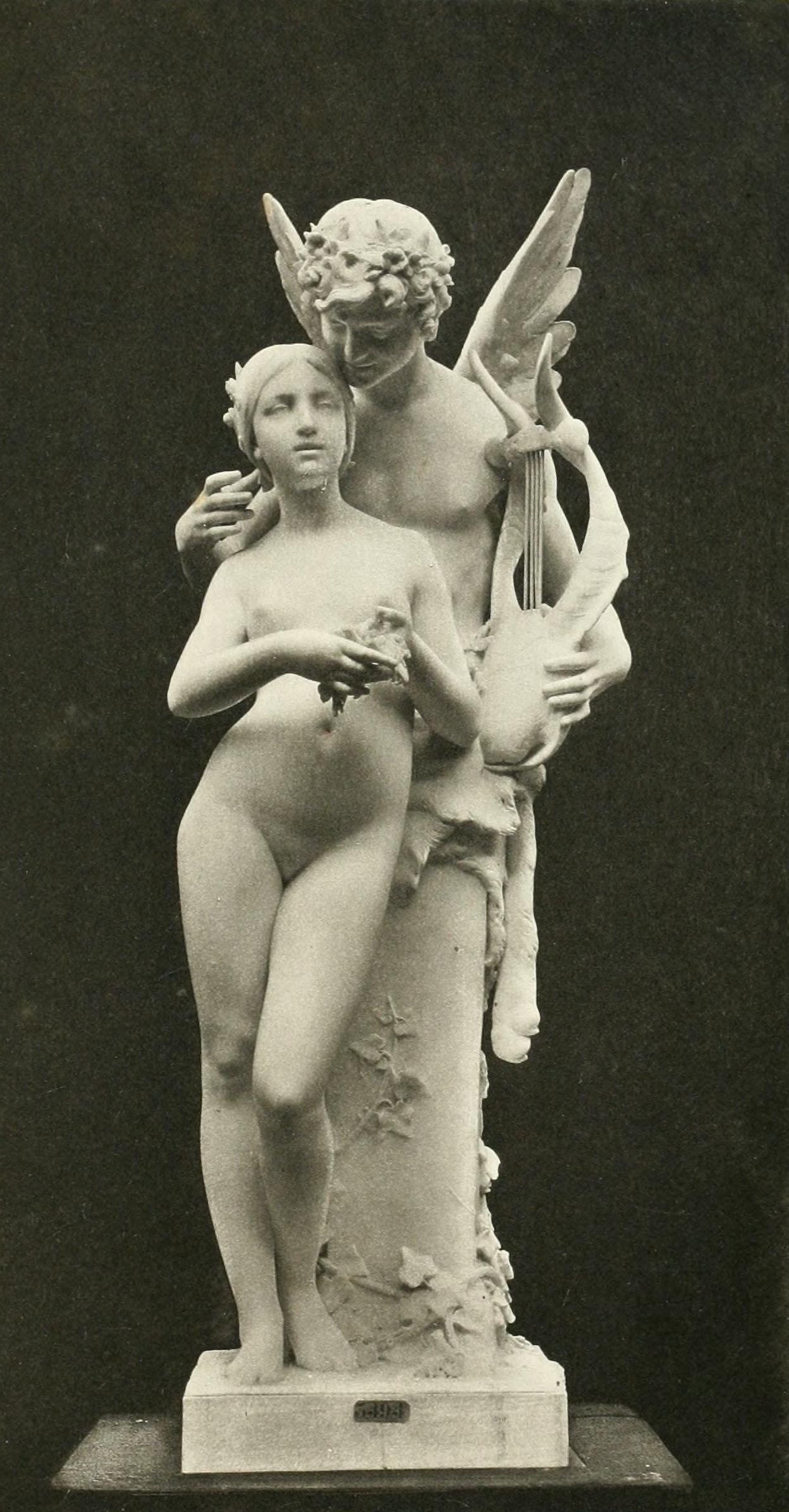
La primavera
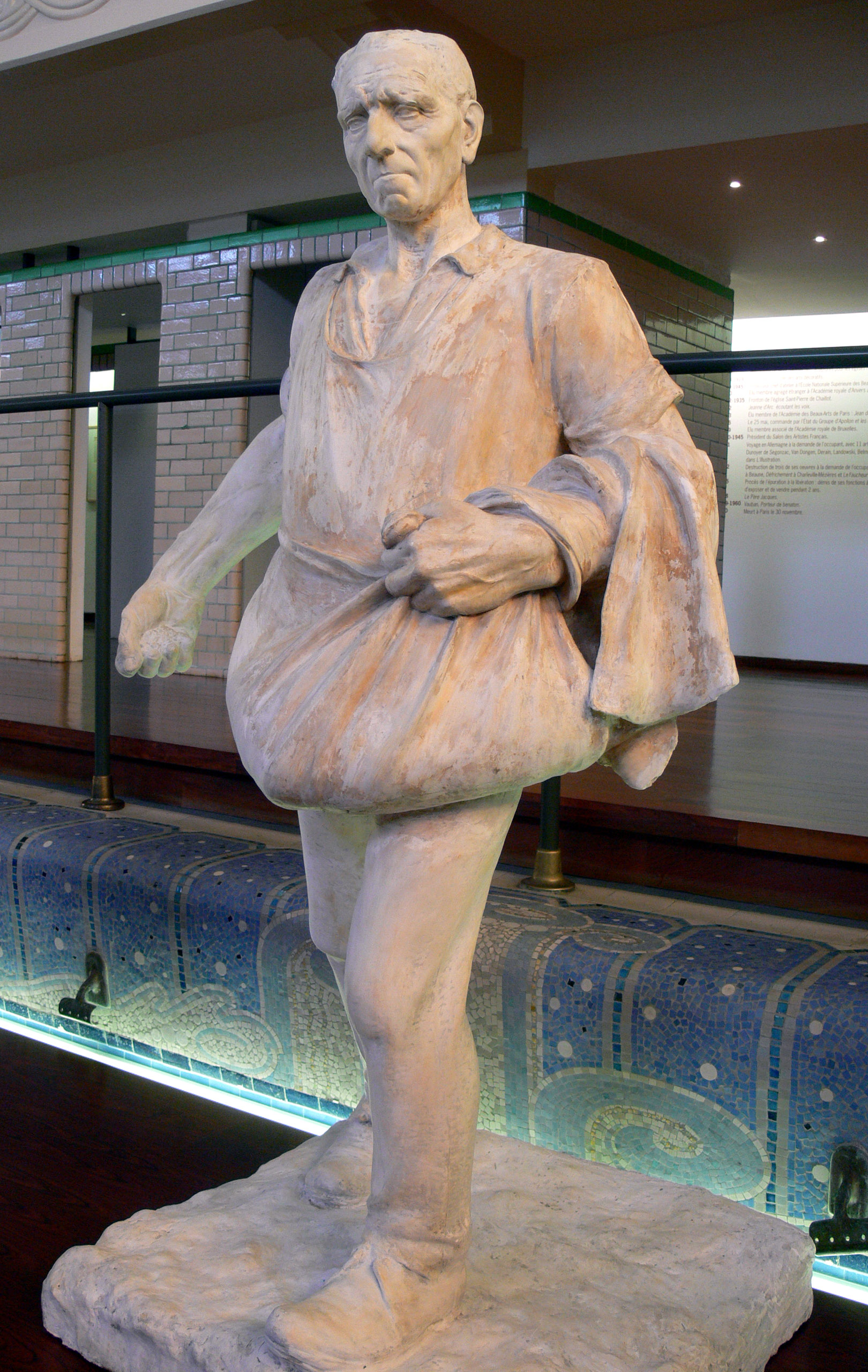
Le Semeur 1907
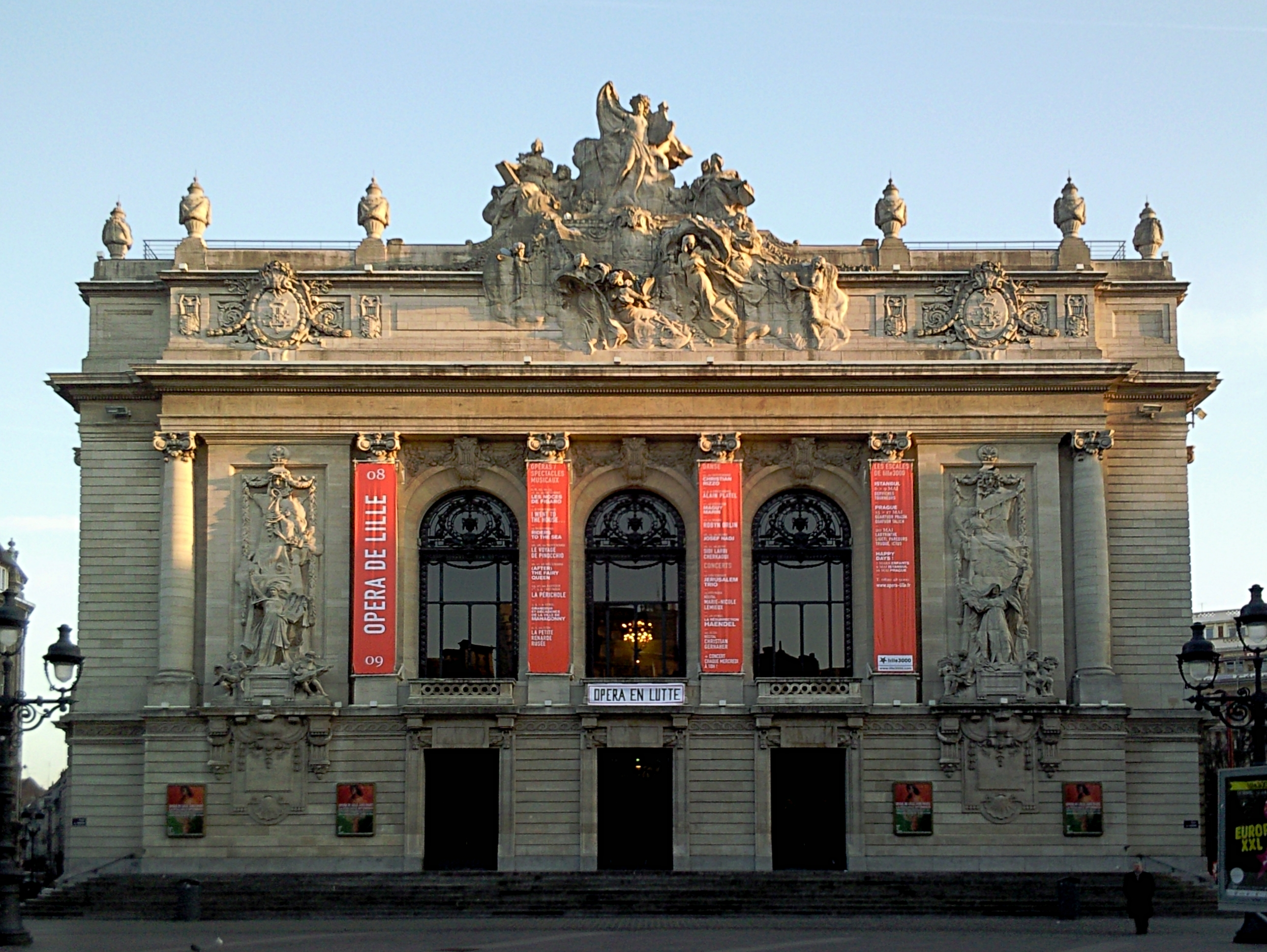
Esculturas de la fachada de la Ópera de Lille
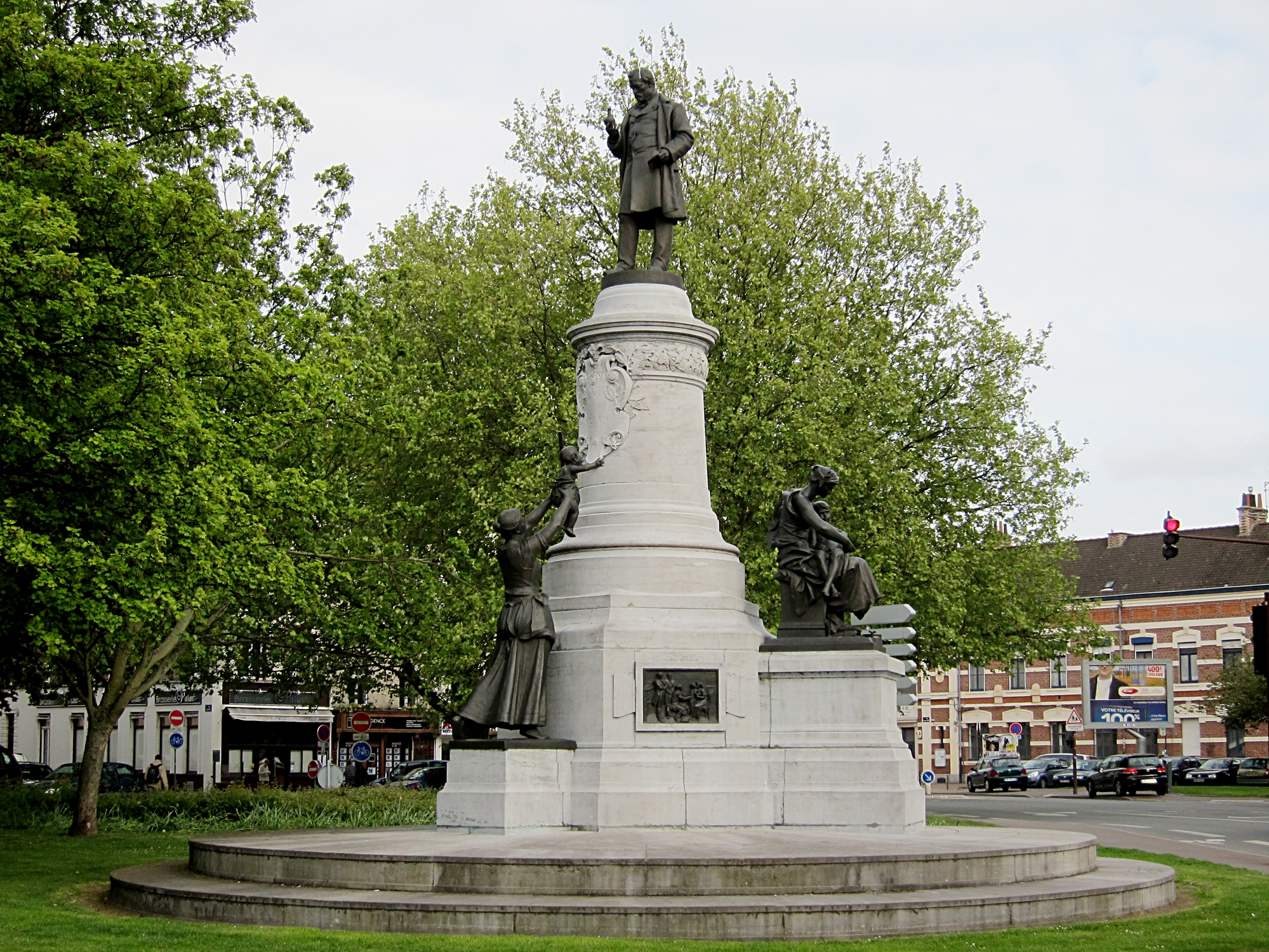
Monumento a Pasteur en Lille

Buen dibujante, realizó retratos, como la acuarela de su mujer Mdm. Cordonnier ( (enlace roto disponible en Internet Archive; véase el historial, la primera versión y la última).)o el de 1893, de su hijo Albert-Pierre Cordonnier sentado en una silla alta ( (enlace roto disponible en Internet Archive; véase el historial, la primera versión y la última).). Ambos dibujos se conservan en el Museo de Bellas artes de Lille, que también guarda algunos dibujos académicos de figura humana como el Homme nu, debout, de trois quarts et étude de chaussure (enlace roto disponible en Internet Archive; véase el historial, la primera versión y la última). , Estudio de la modelo (enlace roto disponible en Internet Archive; véase el historial, la primera versión y la última). , estudios de anatomía (enlace roto disponible en Internet Archive; véase el historial, la primera versión y la última)., perspectiva (enlace roto disponible en Internet Archive; véase el historial, la primera versión y la última). y bocetos para esculturas como Monument aux morts (14-18) (enlace roto disponible en Internet Archive; véase el historial, la primera versión y la última). o Composiciones monumentales (enlace roto disponible en Internet Archive; véase el historial, la primera versión y la última). o el Croquis del Medallón de Adán y Eva (enlace roto disponible en Internet Archive; véase el historial, la primera versión y la última).. Dibujos de modelos  (enlace roto disponible en Internet Archive; véase el historial, la primera versión y la última).. En una conjunción entre el dibujo de academia y el proyecto escultórico, podemos ver algunos estudios de figura, en los que queda la forma delimitada por planos como en Femme vêtue, debout (enlace roto disponible en Internet Archive; véase el historial, la primera versión y la última)., de clara influencia oriental.
Otros dibujos son:
- Femme et bébé (enlace roto disponible en Internet Archive; véase el historial, la primera versión y la última).
- Caraffes (aquarelle) et bébé (enlace roto disponible en Internet Archive; véase el historial, la primera versión y la última).
- Etude (niño leyendo) (enlace roto disponible en Internet Archive; véase el historial, la primera versión y la última).
- Apunte de paisaje (enlace roto disponible en Internet Archive; véase el historial, la primera versión y la última).
- apuntes de barcos (enlace roto disponible en Internet Archive; véase el historial, la primera versión y la última). y  (enlace roto disponible en Internet Archive; véase el historial, la primera versión y la última).
- Acuarela de estudio del ropaje de una mujer (enlace roto disponible en Internet Archive; véase el historial, la primera versión y la última).

También se dedicó a la pintura, como podemos ver en el retrato de su hija Yvonne Cordonnier ( (enlace roto disponible en Internet Archive; véase el historial, la primera versión y la última).)